# 头孢他美
头孢他美（Cefetamet），也称为“头孢米特”，是一种第三代头孢菌素。该抗生素以7-ADCA为原料合成，常以盐酸头孢他美酯（安塞他美）的形式生产。

## 药理毒理
头孢他美对革兰氏阳性菌及革兰氏阴性菌的抗菌活性与头孢克肟和头孢噻肟相近，对淋球菌、布兰汉氏菌、大肠杆菌、肺炎杆菌属、变形菌及普罗威登斯菌属等革兰氏阴性菌的抗菌活性优于阿莫西林、头孢克罗和头孢孟多。
头孢他美对需氧菌、厌氧菌所产生的青霉素酶、头孢菌素酶及氧亚氨头孢菌素酶等多种β-内酰氨酶稳定。